# Salmo 35
Il salmo 35 (34 secondo la numerazione greca) costituisce il trentacinquesimo capitolo del Libro dei salmi.